# Tista (manga)
Tista (ティスタ?, Tisuta) è un manga scritto e disegnato dal mangaka Tatsuya Endo. È stato serializzato dalla rivista Jump Square della Shūeisha dal novembre 2007 all'agosto 2008. Il manga è stato raccolto in due tankōbon e in Italia è stato pubblicato da Planet Manga.

## Trama
Tista Lone ha vissuto in un orfanotrofio fin dalla morte dei genitori ed ora è una studentessa timida e solitaria che abita a New York. Da qualche tempo però in città si aggira Sorella Militia, una killer silenziosa e spietata e Tista ha forse un oscuro segreto che la riguarda.

## Personaggi
Tista Lone (ティスタ・ロウン?, Tisuta Roun) / Sorella Militia (シスター・ミリティア?, Shisutā Miritia)
Tista è una ragazza cupa e solitaria generalmente ignorata da tutti, rimasta orfana da piccola e per questo cresciuta in un orfanotrofio cattolico per diventare lo strumento del castigo di Dio contro il male. Generalmente timida e impacciata, quando le giunge l'ordine si trasforma in Sorella Militia, una famosa assassina.
Arty Drawer (アーティー・ドロワー?, Ātī Dorowā)
Arty è un aspirante artista adottato dal direttore del museo. Ama dipingere e cerca di non disturbare Tista, ma in seguito diventano buoni amici.
Suzie Susain
Amica d'infanzia di Tista, è la causa della nascita del suo potere.

## Volumi
| 1 | 9 giugno 2008 | ISBN 978-4-08-874490-2 | 29 agosto 2010    |
| 1 | Capitoli - 1. Lunga distanza - 2. Reticolato oscuro - 3. Luce impaziente - 4. Tacchino freddo                            |                        |                   |
| 2 | 9 settembre 2008 | ISBN 978-4-08-874570-1 | 26 settembre 2010 |
| 2 | Capitoli - 5. Allarme scarlatto - 6. La stella che non si vede - 7. L'agnellino - 8. Silent night - Last. Dolce distanza |                        |                   |